# Princes Street

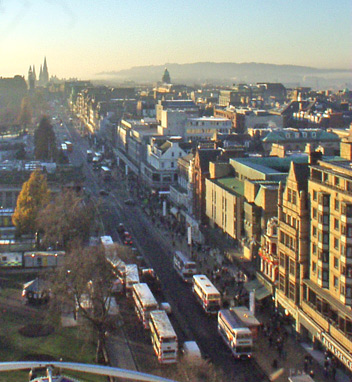
Blick über die Princes Street vom Scott Monument

Die Princes Street in Edinburgh ist heutzutage die Haupteinkaufsstraße im Stadtzentrum, obwohl sie ursprünglich als Wohnstraße angelegt wurde. Als südlichste Straße der New Town liegt sie zwischen Lothian Road im Westen und Leith Street im Osten. Da am Südrand der Straße kaum Gebäude liegen, hat man schöne Ausblicke auf die Princes Street Gardens, die Old Town und Edinburgh Castle. Die Princes Street ist größtenteils für den Privatverkehr gesperrt.

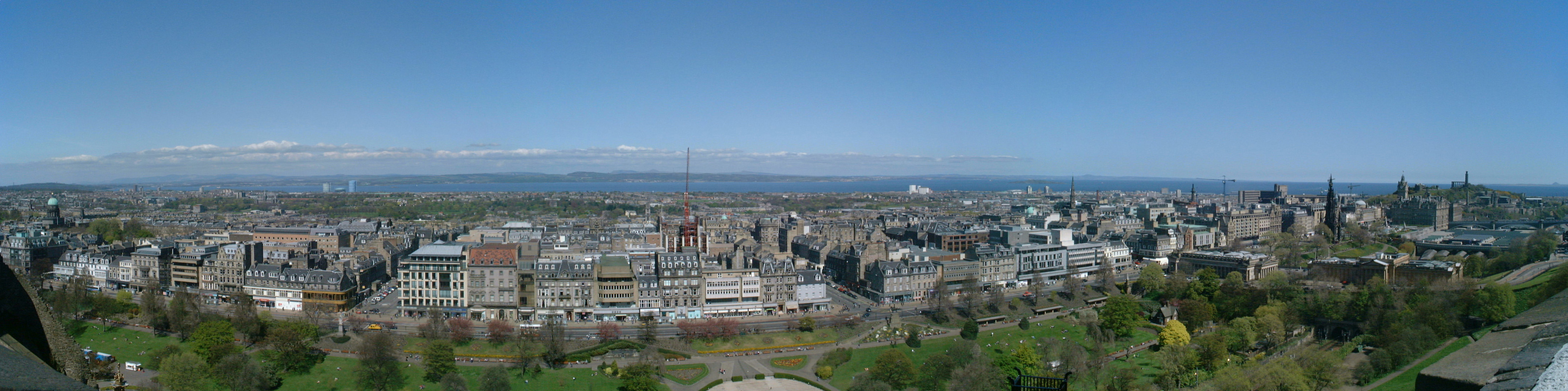
Blick von Edinburgh Castle auf die Princes Street

Ursprünglich sollte die Princes Street nach dem Schutzheiligen Edinburghs benannt werden und St. Giles Street heißen, aber King George III konnte sich nicht damit anfreunden und widersprach. Schließlich wurde sie nach seinen Söhnen benannt, Duke of Rothesay (der spätere King George IV) und Frederick, Duke of York.
Beim Bau der New Town wurden der See Nor'Loch trockengelegt und ein öffentlicher Park, die Princes Street Gardens, angelegt. Hier befinden sich unter anderem eine Freiluftkonzertbühne, der Ross Band Stand, das Scott Monument, ein Kriegsdenkmal und eine Blumenuhr.
Unter den Kaufhäusern an der Nordseite findet sich auch das berühmte Jenners-Kaufhaus. Neben den Gärten liegen auf der Südseite der Bahnhof Waverley, das Balmoral Hotel und am Fuße des Mound die Royal Scottish Academy und die Scottish National Gallery.

## Weblink
- Princes Street Welterbe Edinburgh

Koordinaten: 55° 57′ 4,73″ N, 3° 12′ 3,16″ W